# 天使之后主教座堂

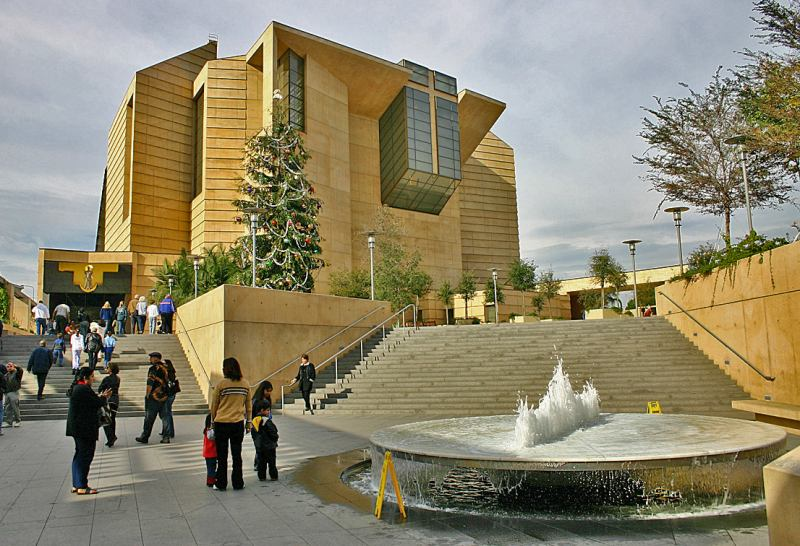
天使之后主教座堂

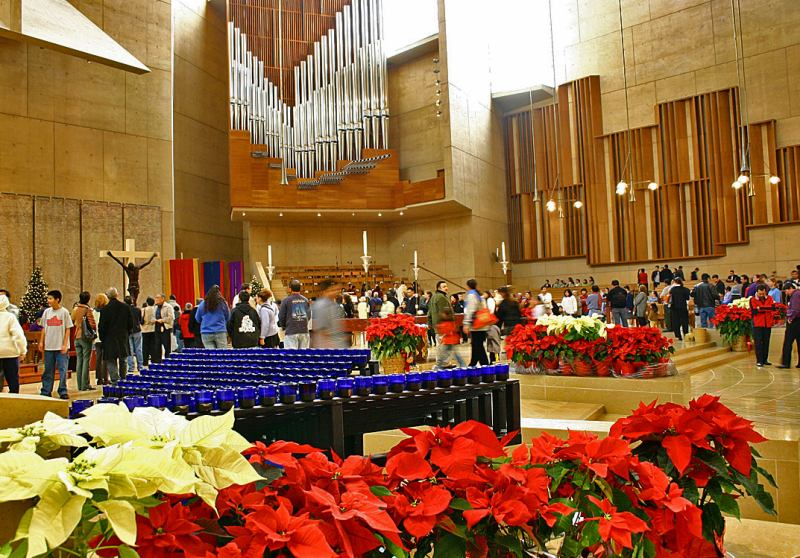
教堂内部

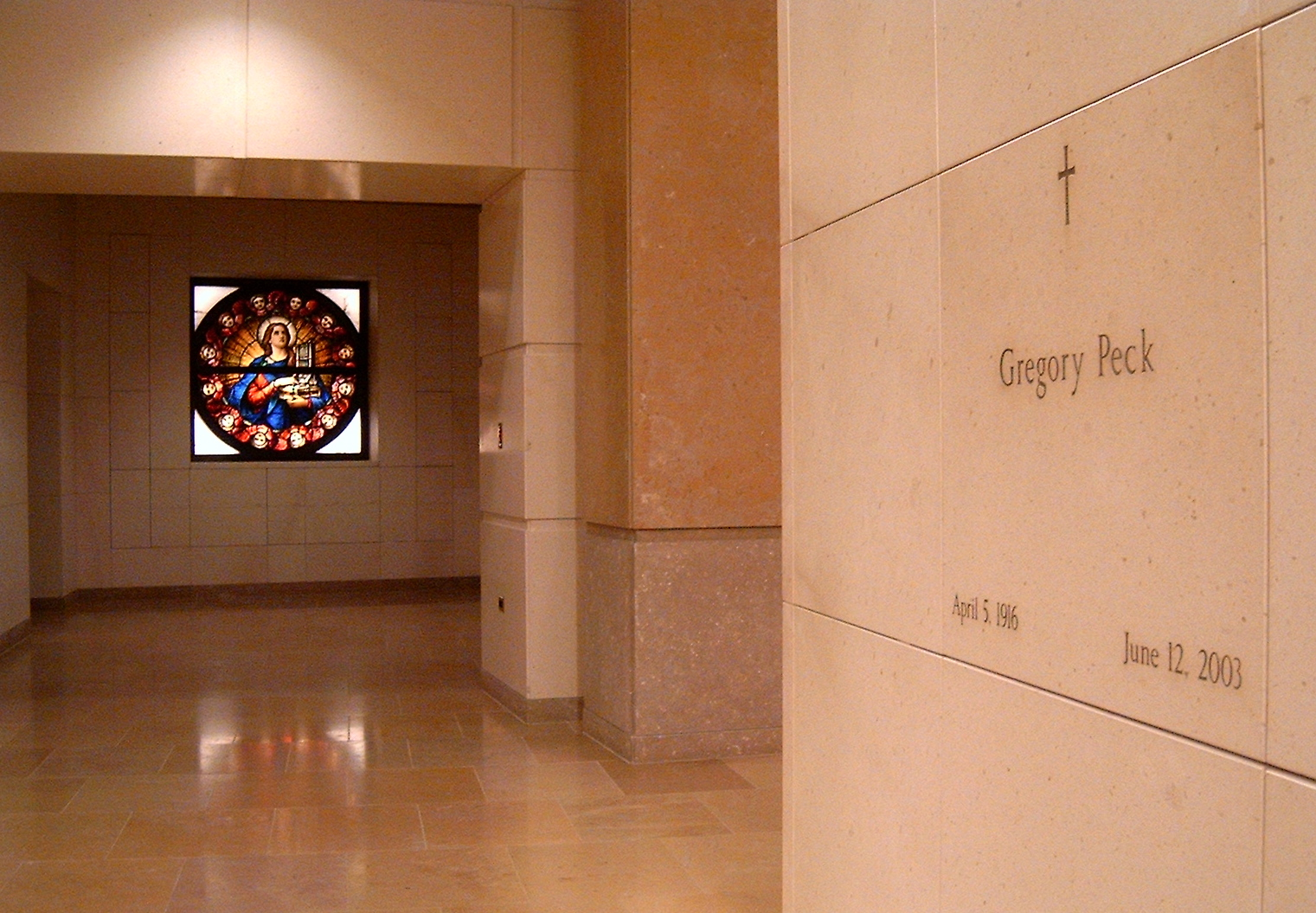
演员格里高利·派克的墓室

天使之后主教座堂（Cathedral of Our Lady of the Angels）是美国城市洛杉矶的一座天主教堂，拥有400万天主教徒的天主教洛杉矶总教区的主教座堂。

## 概要
天使之后主教座堂于2002年9月2日祝圣，以取代在1994年北岭地震中严重受损的较小的圣毕比亚纳主教座堂。圣毕比亚纳主教座堂受损后无法修复，1999年地基出售给开发商，改建为表演艺术中心“Vibiana”。
天使之后主教座堂拥有洛杉矶主教从罗马带回的圣毕比亚纳遗物。
天使之后主教座堂的设计者是普利兹克奖获得者，西班牙建筑师拉斐尔·莫内欧。该堂使用了后现代建筑元素，一系列的锐角和钝角，只是缺少直角。装饰建筑的是现代雕塑，其中最突出的是入口处的铜门和圣母雕塑。
天使之后主教座堂占地5.6英亩（23,000平方米），以庙街、Grand Avenue、山街和好莱坞高速公路为界。包括主教座堂本身，一个2.5英亩（10,000平方米）的广场，几个花园和水舞。这座12层高的建筑可以容纳3000名信徒。座堂中心包括礼物商店、会议中心、堂区办公室和神甫住所。整个建筑群有58,000平方英尺（5,000平方米）。内殿长333英尺（100米），超过纽约圣巴特里爵主教座堂。
主教座堂大量使用雪花石膏，取代较为传统的花窗玻璃，使得内部光线柔和、温暖。管风琴放置在24英尺（7.3）高处，其顶部高出地面85英尺（26）。
主教座堂的下层是一个陵墓，有6,000个墓室和骨灰龛。除了主教们以外，俗人也允许为自己和家人购买墓室，其收入用作教堂的资金保障。墓室有许多原来圣毕比亚纳主教座堂的花窗玻璃。男演员格里高利·派克埋葬于此。